# Intrépida Trupe

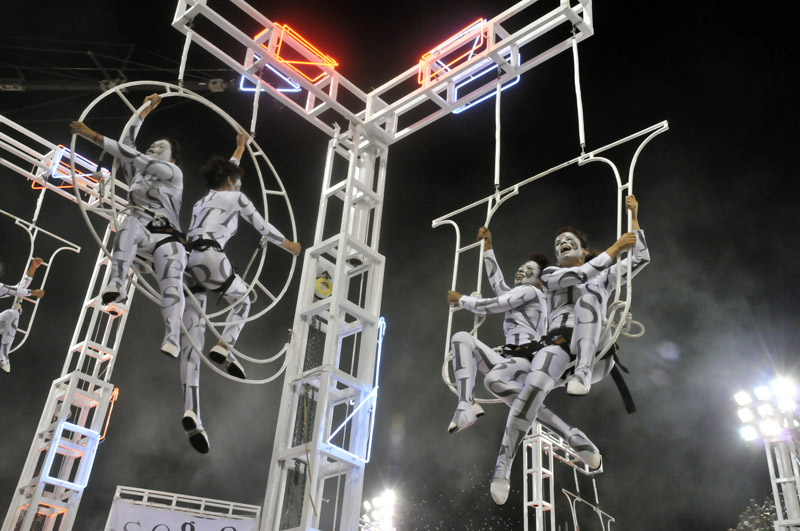
Acrobatas da Intrépida Trupe em participação especial no desfile da escola de samba Acadêmicos do Salgueiro, em 2010

Intrépida Trupe é uma companhia de dança e teatro brasileira, fundada em 1986 no Rio de Janeiro.

## Histórico
O grupo foi formado majoritariamente por artistas formados na Escola Nacional de Circo, que no início da década de 1980 se apresentavam no Circo Voador, então ainda localizado no Arpoador. Integrando uma comitiva de representantes da cultura brasileira na Copa do Mundo de 1986, a companhia se apresentou pela primeira vez com o nome de Intrépida Trupe em Guadalajara. Em 1988, veio a primeira apresentação em teatro, com o espetáculo Intrépida Trupe no Teatro Ipanema.

## Principais espetáculos
- 1988 - Intrépida Trupe
- 1990 - ARN
- 1992 - ARN2
- 1995 - Kab-ooo-M!!
- 1996 - IntrepiDez
- 1999 - Kronos
- 2001 - Flap!
- 2003 - Sonhos de Einstein
- 2006 - Metegol
- 2009 - Sonhos de Einstein, Noites Intrépidas, Preciosa Idade e Coleções[6]
- 2011 - Uma Onda no Ar[3]
- 2016 - A Deriva[7]